# Fremontodendron
Fremontodendron es un género de fanerógamas perteneciente a la familia Malvaceae. Es originario de Norteamérica. 

## Taxonomía
El género fue descrito por Frederick Vernon Coville y publicado en Contributions from the United States National Herbarium 4: 74, en 1893.

#### Etimología
Fremontodendron: nombre genérico que deriva de las palabras; Frémont, en honor del explorador, militar y político estadounidense John Charles Frémont, y δένδρον (déndron); "árbol".

## Especies
Comprende 2 especies y 2 subespecies aceptadas:
- Fremontodendron californicum (Torr.) Coville, 1893
  - Fremontodendron californicum subsp. californicum
  - Fremontodendron californicum subsp. decumbens (R.M.Lloyd) Munz, 1968
- Fremontodendron mexicanum Davidson, 1917